# Psittacara rubritorquis
La aratinga gorgirroja (Aratinga rubritorquis), también conocido como perico gorjirrojo o periquito hondureño, es una especie de ave de la familia de los loros (Psittacidae) endémica de las selvas centroamericanas. Sólo vive en libertad en Guatemala, Honduras, Nicaragua y El Salvador.